# Keitarō Fujita
Keitaro Fujita (né le 2 octobre 1997) est un athlète japonais, spécialiste du saut en hauteur.
En juin 2016, il remporte à Hô-Chi-Minh-Ville le titre de Champion d'Asie junior, en égalant son record personnel de 2,16 m, réalisé une première fois le 1er août 2015 à Wakayama.
Le 25 mai 2018, il porte son record personnel à 2,22 m à Taipei. Le 22 juillet 2018, il l’améliore ultérieurement d’un cm à Yokohama.	